# آنوپلوسور
آنوپلوسور (نام علمی: Anoplosaurus) نام یک گونه از تیره برجسته‌خزندگان است.